# Der einzig wahre Ivan
Der einzig wahre Ivan (Originaltitel The One and Only Ivan) ist ein Realfilm-CGI-Hybrid, ein teils animierter Familienfilm von Thea Sharrock, der am 14. August 2020 in die US-amerikanischen und am 27. August 2020 in die deutschen Kinos kommen sollte. Der Film basiert auf einem Buch der Science-Fiction-Autorin Katherine Applegate. Auf Grund der COVID-19-Pandemie erschien der Film im englischsprachigen Raum am 21. August 2020 auf Disney+. Die deutsche Veröffentlichung folgte am 11. September 2020.

## Literarische Vorlage
Der Film basiert auf dem 2011 veröffentlichten Roman The One and Only Ivan (unter den Titeln Der unvergleichliche Ivan und Der einzig wahre Ivan von Ingrid Ickler übersetzt im Knesebeck Verlag erschienen) der US-amerikanischen Science-Fiction-Autorin Katherine Applegate, illustriert von Patricia Castelao und veröffentlicht von HarperCollins. Die Autorin wurde 2013 von der American Library Association für ihre Arbeit mit der Newbery-Medaille ausgezeichnet.
Die Geschichte ist aus der Sicht eines Gorillas geschrieben, der in einem Glaskäfig in einem Einkaufszentrum lebt. Der Silberrücken-Gorilla heißt Ivan und lebt seit 9855 Tagen in der Exit 8 Big Top Mall and Video Arcade, einer heruntergekommenen Zirkus-Mall. Sein Leben im Dschungel vermisst er kaum, und er ist zufrieden. Seine Freunde sind die alte Elefantendame Stella, die trotz der chronischen Verletzung in einem Bein regelmäßig in den täglichen Shows auftritt, der streunende Hund Bob und Julia, die kleine Tochter des Tierpflegers. Ivans große Leidenschaft ist die Kunst. Er schafft Bilder, die vom Eigentümer der Mall verkauft werden. Als mit Ruby, dem Elefantenbaby, eine neue Attraktion in die Mall kommt, wird Ivan aus seiner Lethargie gerissen. Ruby soll gemeinsam mit Stella leben und von ihr neue Tricks lernen. Kurz bevor Stella ihrer Krankheit erliegt und stirbt, bittet sie Ivan, sich um Ruby zu kümmern. Nach ihrem Tod beginnt Ivan, sich an sein Leben vor der Big Top Mall zu erinnern und daran, wie es ist, frei zu sein. Während der Besitzer Mack versucht, Ruby zu trainieren, erlebt Ivan erstmals den Missbrauch, dem sie ausgesetzt ist. Er beginnt Bilder von den Lebensbedingungen im Zoo zu malen, die sie außerhalb der Big Top Mall aufstellen. Die Menschen, die diese sehen, beginnen gegen die Behandlung der Tiere zu protestieren, Ermittler werden zur Big Top Mall geschickt, die daraufhin geschlossen wird.

## Der wahre Ivan

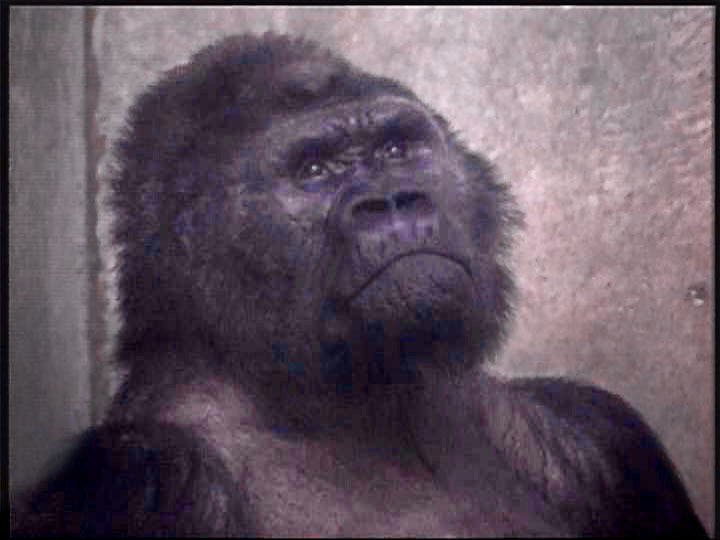
Der Tieflandgorilla Ivan im B&I Circus Store in Tacoma

Applegates Roman ist von dem Leben des Westlichen Tieflandgorillas Ivan (ausgesprochen „Eye-van“) inspiriert. Dieser wurde 1962 in der heutigen Demokratischen Republik Kongo in Zentralafrika geboren.
Bei der Entbindung war er unterernährt und schwach. Als Ivan zwei Jahre alt war, nahm ihn der Tierpfleger Ruben Johnston zu sich nach Hause und zog ihn dort für die nächsten drei Jahre auf, unterstützt von seiner Frau Lois und ihren Söhnen Danny und Larry. Später wurde er im B&I Circus Store in Tacoma untergebracht, wo er der einzige Gorilla war und, anders als im Film, nicht so viel Kontakt mit den anderen Tieren hatte. Der Besitzer des Ladens, Earl Irwin, stellte im Laufe der Jahre eine Vielzahl von Tieren aus, darunter Flamingos, ein Elefantenbaby namens Sammy, einen Löwen, einen Seehund, ein Paar Schimpansen, ein Huhn und ein Kaninchen. Ivan lebte 27 Jahre in seinem Beton- und Stahlgehäuse im B&I Circus Store, bis er 1994 nach dem Einsatz von Tierschutzorganisationen für seine Freilassung von der Familie Irwin dem Woodland Park Zoo in Seattle geschenkt wurde. Kurz später wurde er dauerhaft an den Zoo Atlanta in Georgia ausgeliehen, wo er seine letzten 18 Lebensjahre verbrachte, im Ford African Rain Forest, einem Gehege mit Gras und Bäumen. Hier kam Ivan zum ersten Mal nach 30 Jahren wieder mit anderen Gorillas zusammen.
Am 21. August 2012 starb der 50-jährige Ivan während der Narkose bei einer medizinischen Untersuchung. Bei der Autopsie wurde ein großer Tumor in seiner Brust festgestellt. Ivan war einer der ältesten Gorillas in Gefangenschaft, als er starb. Der Zoo Atlanta kam der Bitte von Ivans ursprünglichen Besitzern nach, seine sterblichen Überreste einäschern zu lassen und nach Tacoma zurückzubringen. Am 26. Oktober 2016 wurde vor dem Haupteingang des Point Defiance Zoos eine 270 kg schwere Bronzestatue von Ivan enthüllt.

## Produktion

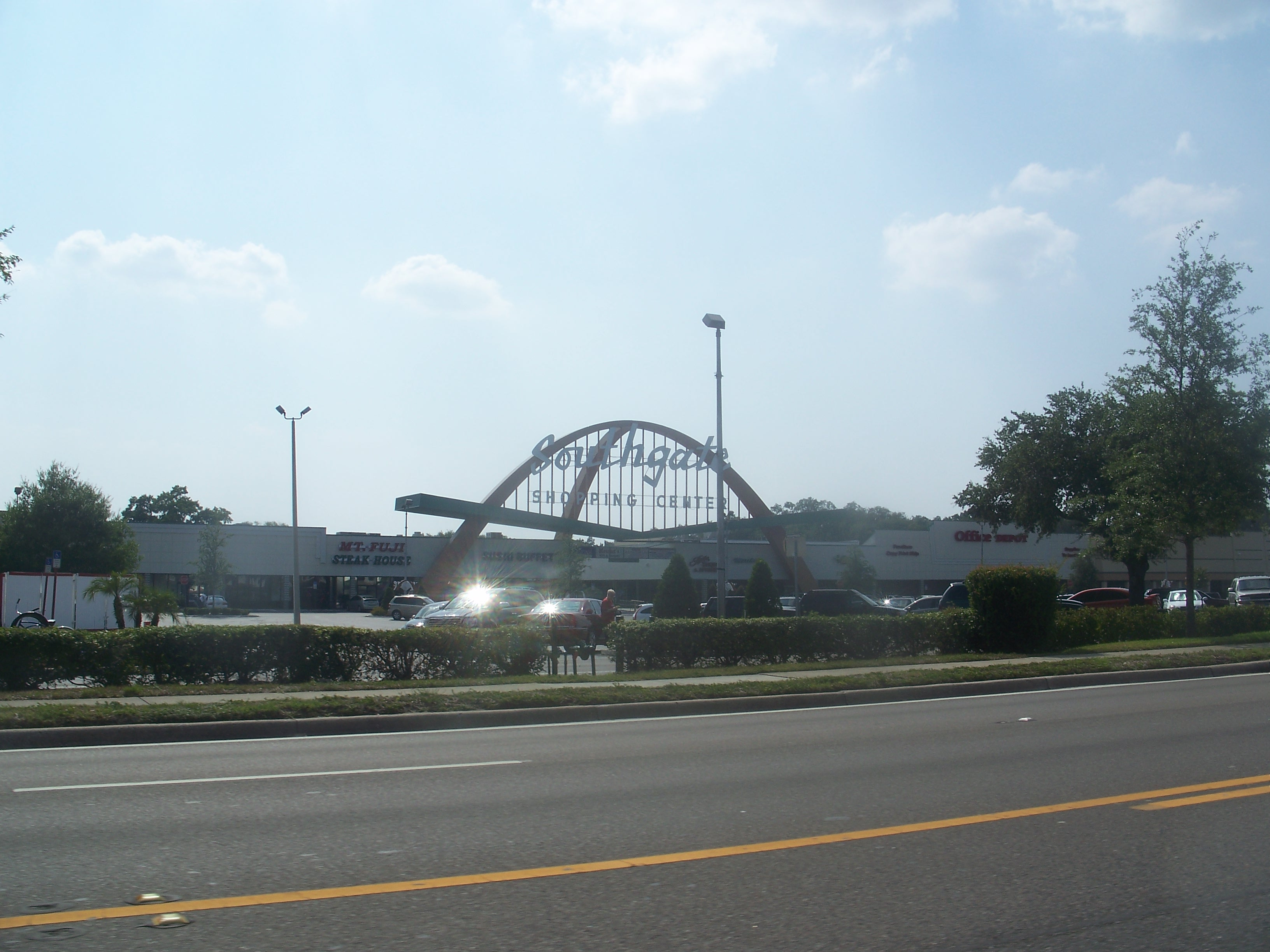
Einer der Drehorte: das Southgate Shopping Center in Lakeland in Florida

Regie führte Thea Sharrock. Applegates Roman wurde von Mike White für den Film adaptiert.
Für die im Januar 2018 gestorbene Allison Shearmur, die neben Angelina Jolie und Brigham Taylor als Produzentin des Films fungierte, handelt es sich um den letzten von ihr realisierten Film.
Es handelt sich um einen Realfilm-CGI-Hybrid. Als Kameramann fungiert Florian Ballhaus. Die Dreharbeiten wurden am 30. April 2018 in Lakeland in Florida begonnen. Unter anderem drehte man dort im Southgate Shopping Center und der Resurrection Catholic Church.
Die Filmmusik komponierte Craig Armstrong. Diane Warren schrieb den Song Free, der von Singer-Songwriter Charlie Puth gesungen und im Abspann des Films verwendet wird. Das Soundtrack-Album wurde am 21. August 2020 als Download veröffentlicht. Free wurde im Februar 2021 als einer von 15 Songs in eine Vorauswahl der Academy of Motion Picture Arts and Sciences für die Oscarverleihung 2021 aufgenommen.
Der Film sollte am 14. August 2020 in die US-amerikanischen und am 27. August 2020 in die deutschen Kinos kommen. Auf Grund der COVID-19-Pandemie ist der Film seit dem 21. August 2020 exklusiv auf Disney+ zu sehen, dem achten Todestag des „wahren Ivan“.

## Synchronisation
Die Synchronisation entstand unter der Dialogregie und nach einem Dialogbuch von Solveig Duda im Auftrag der FFS Film- und Fernseh-Synchron GmbH in Auftrag gegeben.
| Rolle           | Englischer Darsteller (Sprecher) | Deutscher Sprecher     | Tier/Mensch |
| --------------- | -------------------------------- | ---------------------- | ----------- |
| Ivan            | (Sam Rockwell)                   | Dietmar Wunder         | Gorilla     |
| Mack            | Bryan Cranston                   | Joachim Tennstedt      | Mensch      |
| Candace Taylor  | Eleanor Matsuura                 | Carolin Hartmann       |             |
| Castello        | Owain Arthur                     | Pirmin Sedlmeir        |             |
| Dr. Maya Wilson | Indira Varma                     | Katharina Müller-Elmau |             |
| George          | Ramon Rodriguez                  | Patrick Schröder       |             |
| Helen           | Hannah Bourne                    | Tatjana Pokorny        |             |
| Julia           | Ariana Greenblatt                | Rosalie Seidl          |             |
| Mike            | Kevin Mathurin                   | Stefan Lehnen          |             |
| Bob             | (Danny DeVito)                   | Hans-Rainer Müller     |             |
| Frankie         | (Mike White)                     | Julian Manuel          |             |
| Henrietta       | (Chaka Khan)                     | Sandra Schwittau       |             |
| Murphy          | (Ron Funches)                    | Christian Weygand      |             |
| Ruby            | (Brooklynn Prince)               | Zoe Durakovic          |             |
| Snickers        | (Helen Mirren)                   | Karin Buchholz         |             |
| Stella          | (Angelina Jolie)                 | Melanie Manstein       |             |
| Thelma          | (Phillipa Soo)                   | Farina Brock           |             |

## Rezeption

### Kritiken
Der Film ging aus den 21. Annual Golden Tomato Awards als Drittplatzierter in der Kategorie Kids & Family Movies der Filme des Jahres 2020 hervor.

### Auszeichnungen
British Academy Film Awards 2021
- Nominierung für die Besten visuellen Effekte[15]

Critics’ Choice Super Awards 2021
- Nominierung als Bester Synchronsprecher in einem Animationsfilm (Sam Rockwell)[16]

Hollywood Music in Media Awards 2021
- Nominierung als Bester Song – Animationsfilm (“Free”, geschrieben von Diane Warren, performed von Charlie Puth)[17]

Oscarverleihung 2021
- Nominierung für die Besten visuellen Effekte (Nick Davis, Greg Fisher, Ben Jones und Santiago Colomo Martinez)

VES Awards 2021
- Auszeichnung als Beste animierte Figur in einem Realfilm („Ivan“)[18]